# Anatole Abragam
Anatole Abragam, né le 15 décembre 1914 à Griva-Semgallen (Lettonie) et mort le 8 juin 2011 à Vitry-sur-Seine,, est un physicien français d'origine russe. Mondialement connu pour ses travaux de pionnier en résonance magnétique nucléaire, il a été directeur de la Physique au CEA, professeur au Collège de France, et membre de l'Académie des sciences,. Il était également membre de plusieurs académies étrangères des sciences, et docteur honoris causa de l'université de Kent, de l'université d'Oxford, et du Technion de Haïfa.
Maîtrisant parfaitement le russe (il connaissait entre autres par cœur le poème Eugène Onéguine de Pouchkine), le français et l'anglais, Anatole Abragam écrivait dans ces trois langues dans un style reconnu et était un orateur brillant. Ces talents lui valurent, sur demande de l'Académie des sciences, de participer en 1984 à une controverse contre le mathématicien René Thom sur la place de l'expérimentation en sciences, dont Anatole Abragam était un fervent partisan et défenseur. Ce débat, bien qu'il lui ait été comparé, est d'un autre ordre que la controverse, début du XXe siècle, entre Max Planck et Ernst Mach, qui portait sur l'aspect révolutionnaire et fondamental de la mécanique quantique.
À l'occasion du centenaire de sa naissance, un hommage solennel lui a été rendu au Collège de France le 28 novembre 2014, au cours duquel quatre prix Nobel ont pris la parole. Un hommage solennel a également lieu à l'Académie des sciences en avril 2015, organisé par Daniel Estève et Maurice Goldman.
Au CEA de Saclay, sur le site de L'Orme-des-Merisiers qu'Anatole Abragam a fait construire à la fin des années 1960, le bâtiment de la direction de la Physique porte son nom.

## Biographie

### Formation scientifique
La date de sa naissance a toujours donné lieu à confusion. La date du 15 décembre est celle du calendrier julien alors en vigueur dans l'empire russe, et correspond en fait au 28 décembre du calendrier grégorien.
Anatole Abragam émigre en France en 1925, âgé de 10 ans, avec sa mère et sa sœur. Sa mère est médecin, elle avait fait ses études en Suisse comme beaucoup de jeunes filles russes de l'époque. Son père, un petit industriel, est resté à Moscou, et ne peut les rejoindre que onze ans plus tard. Anatole Abragam fait ses études secondaires au lycée Janson-de-Sailly où il a comme condisciple son futur collègue de l'Académie Laurent Schwartz.
Bachelier, après avoir essayé la médecine pendant un an, Anatole Abragam passe une licence ès sciences à l'université de Paris, puis commence une thèse sous la direction de Francis Perrin, thèse interrompue par la guerre et la mobilisation.
Obligé après l'armistice de 1940 de se cacher sous un faux nom en raison de ses origines juives, Anatole Abragam s'engage dans les FTP en 1944, puis dans l'armée.
Après la guerre, Anatole Abragam reprend ses études. Tout en suivant les cours de l'École supérieure d'électricité dont il sera diplômé en 1947, il est recruté en 1946 par le CEA (créé en 1945) dans le service de Physique mathématique. Il y forme avec ses trois collègues polytechniciens Claude Bloch, Michel Trocheris et Jules Horowitz le groupe dit des Trois Mousquetaires, comme ils se sont eux-mêmes appelés. De par les responsabilités importantes que les uns et les autres vont ultérieurement assumer au CEA, ces physiciens vont initier de nombreuses et fructueuses études en physique et mathématiques appliquées, indispensables entre autres au développement de la physique des réacteurs, mais aussi de la physique légère.
Le CEA envoie alors ses jeunes physiciens se former à la physique contemporaine à l'étranger. Anatole Abragam part à Oxford faire un PhD. Lors d'un séjour de deux ans au Clarendon Laboratory, il découvre une science débutante, la résonance paramagnétique électronique (RPE), et formalise sous la direction de Maurice Pryce (en), professeur de physique théorique, la théorie de la RPE dans le groupe du fer lors d'une thèse toujours citée. Toute sa vie, Anatole Abragam gardera de nombreux contacts et amis à Oxford, dont Nicholas Kurti et Brebis Bleaney. Envoyé ensuite à l'université Harvard aux États-Unis, Anatole Abragam y découvre la résonance magnétique nucléaire dont il devient un spécialiste.

### Carrière scientifique
Au CEA, Anatole Abragam de retour de Harvard crée en 1955 son laboratoire de Résonance Magnétique. Il le dirigera pendant trente ans tout en assurant ses nombreuses responsabilités scientifiques. Parmi ses nombreuses productions, personnelles ou avec le personnel de son laboratoire, citons l'invention d'un magnétomètre à champ terrestre, le développement de la température de spin, la polarisation dynamique nucléaire produisant des cibles nucléaires polarisées pour la physique à haute énergie, la conception et le développement de l'ordre magnétique nucléaire, la résonance pseudo-magnétique des neutrons due à leur interaction forte avec les spins nucléaires polarisés.
Au CEA, Anatole Abragam fut successivement physicien, chef de section, puis de service (Ionel Solomon a été son adjoint avant de partir créer son propre laboratoire à l'École polytechnique), puis de département, avant de devenir directeur de la Physique de 1965 à 1970. Il y a fortement contribué au développement de la recherche fondamentale, et a formé de nombreux élèves qui ont essaimé en France et à l'étranger. Anatole Abragam a notamment prédit l'existence d'ordre nucléaire dans les solides (antiferromagnétique ou ferromagnétique), ultérieurement mis en évidence à Saclay avec ses collaborateurs. Ce qui donna lieu à l'ouvrage Nuclear Magnetism, Order and Disorder, écrit avec Maurice Goldman et publié en 1982.
Professeur au Collège de France, Anatole Abragam y est titulaire de la chaire de magnétisme nucléaire de 1960 à 1985, puis professeur honoraire.
Anatole Abragam est élu à l'Académie des sciences en 1973, puis ultérieurement nommé membre étranger de plusieurs académies américaines et européennes.
Internationalement reconnu comme pionnier en résonance paramagnétique électronique et en résonance magnétique nucléaire, Anatole Abragam a doté cette dernière discipline d’un cadre théorique solide, en particulier grâce à son livre The Principles of Nuclear Magnetism, écrit en anglais en 1961, puis traduit en français, en russe, en japonais, et toujours vendu (cinquante ans après publication, il se vend toujours deux exemplaires de l'ouvrage français par semaine).
Anatole Abragam a enseigné dans les universités d'Amsterdam et de Leyde aux Pays-Bas, Harvard à Boston, Yale et à l'université de Washington aux États-Unis, et à l'université d'Oxford en Grande-Bretagne.

## Diplômes
- Ingénieur diplômé Supélec (1947)
- Docteur de Jesus College, université d'Oxford (1960)

## Carrière
- CEA (Commissariat à l'énergie atomique), recruté avec la carte de service 284 : successivement physicien (1947-1954) au service de Physique mathématique, chef de la section d'études de la Résonance magnétique (1954-1956), chef du service de Physique du solide et résonance magnétique (1956-1959), chef du département de Physique nucléaire et physique du solide (1959-1965), directeur de la Physique (1965-1970), directeur de recherches (1970-1974), directeur d'un laboratoire associé au CEA au titre du Collège de France
- Professeur au Collège de France (chaire de magnétisme nucléaire) (1960-1985)
- Membre de l'Académie des sciences, élu en 1973, section physique
- Président de la Société française de physique (1967), il est à l'origine des statuts actuels
- Vice-président de l'Union internationale de physique (1975)

## Honneurs et distinctions
- Commandeur de la Légion d'honneur[6]
- Grand-croix de l'ordre national du Mérite (1995)[7]
- Commandeur de l'ordre des Palmes académiques
- Membre étranger de l'Académie nationale des sciences des États-Unis (1977)
- Ancien membre de l'Académie pontificale des sciences, Cité du Vatican (1981). Anatole Abragam en démissionna pour divergence de vues d'avec le pape Jean-Paul II
- Membre étranger de la Royal Society de Londres (1983)
- Membre étranger de l'Académie des sciences de Russie (1999)
- Membre étranger d'honneur de l'Académie américaine des arts et sciences (1974)
- Membre d'honneur des Jesus College, Merton College et Magdalen College d'Oxford
- Prix du Conseil supérieur de la recherche scientifique (1958)
- Prix Holweck de la Physical Society (1958)
- Prix Hughes et prix Cognac-Jay de l'Académie des sciences (1970) avec Maurice Chapellier et Maurice Goldman
- Docteur honoris causa de l'université du Kent (1967), de l'université d'Oxford (1976) et du Technion de Haïfa (1985)
- Colauréat du prix d'or Lorentz de l'Académie royale des Pays-Bas (1982)
- Médaille d'or Matteucci de l'Académie des sciences d'Italie (1992)
- Médaille d'or Lomonosov de l'Académie des sciences de Russie (1995) avec Vitaly Ginzburg

## Œuvres
- Anatole Abragam, The Principles of Nuclear Magnetism, Oxford University Press, 1961
- Anatole Abragam, Les principes du magnétisme nucléaire, Presses universitaires de France, Paris, 1961. Traduit de l'anglais en français par André Landesman
- Anatole Abragam et Brebis Bleaney, Electron Paramagnetic Resonance of Transition Ions, Oxford University Press, 1970
- Anatole Abragam et Maurice Goldman, Nuclear Magnetism, Order and Disorder, Oxford University Press, 1982
- Anatole Abragam, Réflexions d'un physicien, Hermann, Paris, 1983
- Anatole Abragam, De la physique avant toute chose, Odile Jacob, Paris, 1987. Nouvelle édition en 2001 sous le titre De la physique avant toute chose ? Ce livre a été traduit en anglais et en russe par Anatole Abragam lui-même qui y ajoutait des anecdotes